# 大慶 (王耀祖)
大慶（だいけい）は清初に雲南で王耀祖が自立し建てた私年号。1665年旧4月。

## 西暦・干支との対照表
| 大慶 | 元年     |
| 西暦 | 1665年   |
| 干支 | 乙巳     |
| 清   | 康熙4年  |
| 南明 | 永暦19年 |